# El Cubo (Cuéllar)
El Cubo es el nombre con el que se denomina a un antiguo molino de viento ubicado en la calle de San Bartolomé de la villa segoviana de Cuéllar (España). Constituye el ejemplo datado más antiguo de un molino de viento que se conserva en la comunidad autónoma de Castilla y León, pues ya existía en el año 1496.
Históricamente ha pertenecido al Ducado de Alburquerque, y se halla dentro de la Huerta del Duque, un jardín y zona de recreo que en otro tiempo fue el bosque del castillo de Cuéllar.

## Historia
Se desconoce la fecha de su construcción, pero ya existía en 1496, año en que Gómez de Rojas, padre de los conquistadores Gabriel de Rojas y Manuel de Rojas lo vendió a Francisco Fernández de la Cueva y Mendoza, segundo duque de Alburquerque, tal y como refleja el documento de venta, que se halla custodiado en la Fundación de la Casa de Alburquerque:

...nos los dichos gomes de rojas e maría de torres, su muger, juntamente vendemos por juro de heredad para siempre jamás al ylustre e muy magnífico señor, el señor don francisco ferrandes de la cueva, duque de alburquerque, conde de ledesma e de huelma, nuestro señor, el molino de viento que nos tenemos e poseemos en término desta villa de cuéllar, que es en el arraval desta dicha villa de cuéllar e con fasta dos obradas de tierra, poco más o menos, que están juntas con el dicho molino, las quales dichas tierras están dentro en el bosque que el dicho señor duque tiene fecho junto con el dicho molino...

Se trata por tanto del molino de viento datado más antiguo de Castilla y León, pues a pesar de que se registran noticias de otros molinos de viento anteriores a éste en fuentes literarias, el documento de venta de este molino, fechado el 14 de junio de 1496, constituye el aval datado de la afirmación.
El edificio quedó integrado en el conjunto al ser delimitado el tapial de piedra de la huerta. El duque lo utilizó como molino hasta el siglo XVIII, en que pasó a ser el aposento del guarda del bosque y huerta del castillo, y durante el tiempo en que el castillo fue prisión (1938-1966), es posible que fuese utilizado por el estado español como torre de vigilancia, abriéndose una de las ventanas para aportar campo de visión al centinela.
En lo que respecta a su propiedad, perteneció ininterrumpidamente a los sucesivos duques de Alburquerque, hasta el año 2007 en que su entonces propietario, Juan Miguel Osorio y Bertrán de Lis, XIX duque de Alburquerque, hizo donación a la villa de Cuéllar de la Huerta del Duque, actualmente jardín y zona de recreo, que en otro tiempo fue el bosque del castillo de Cuéllar, en el que se encuentra integrado el molino.

## Descripción
Se trata de una construcción de planta circular, con fábrica de mampostería careada, rejuntada, asentada con argamasa. Su altura actual es de 6,5 metros aproximadamente, y dispone de un diámetro de 5,5 metros, de los cuales 1,70 metros corresponden al grueso de los muros, dejando un espacio interior de 3,70 metros.
Dispone de una sola puerta de acceso, caso único en los molinos de viento de Castilla y León, que presentan generalmente dos puertas enfrentadas. Esta puerta está realizada mediante un arco de medio punto compuesto de siete dovelas de piedra caliza, de las canteras de Campaspero. Posee dos pequeñas ventanas, abiertas en época posterior, y en el segundo piso aún conserva los cuatro mechinales de las vigas de soporte de las muelas.
Se halla desmochado en su parte superior, faltando tejado y otros elementos como las aspas que accionaban el mecanismo de molienda.